# Фаго-Савини (Вибо Валенција)
Фаго-Савини је насеље у Италији у округу Вибо Валенција, региону Калабрија.
Према процени из 2011. у насељу је живело 459 становника. Насеље се налази на надморској висини од 680 м.